# Сухомлины (Зеньковский район)

Сухомлины (укр. Сухомлини) — село,
Батьковский сельский совет,
Зеньковский район,
Полтавская область,
Украина.
Население по данным 1984 года составляло 10 человек.
Село ликвидировано в ? году.

## Географическое положение
Село Сухомлины находится на расстоянии в 0,5 км от села Батьки, в 1,5 км от села Заиченцы и в 2-х км от села Малые Будища.

## История
- ? — село ликвидировано.

## Достопримечательности
- Братская могила советских воинов.